# Friedhof Lankwitz

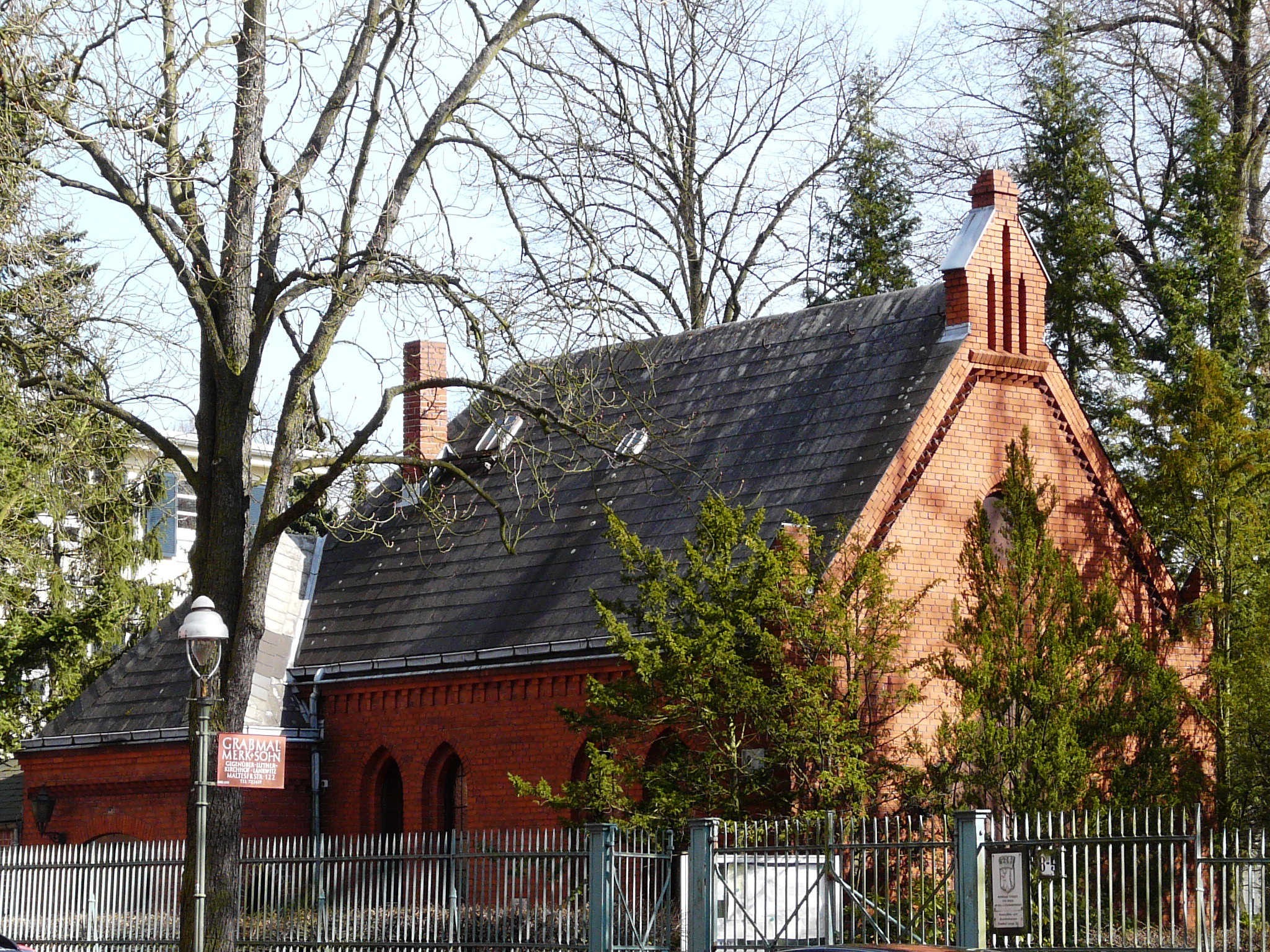
Kapelle auf dem Friedhof Lankwitz

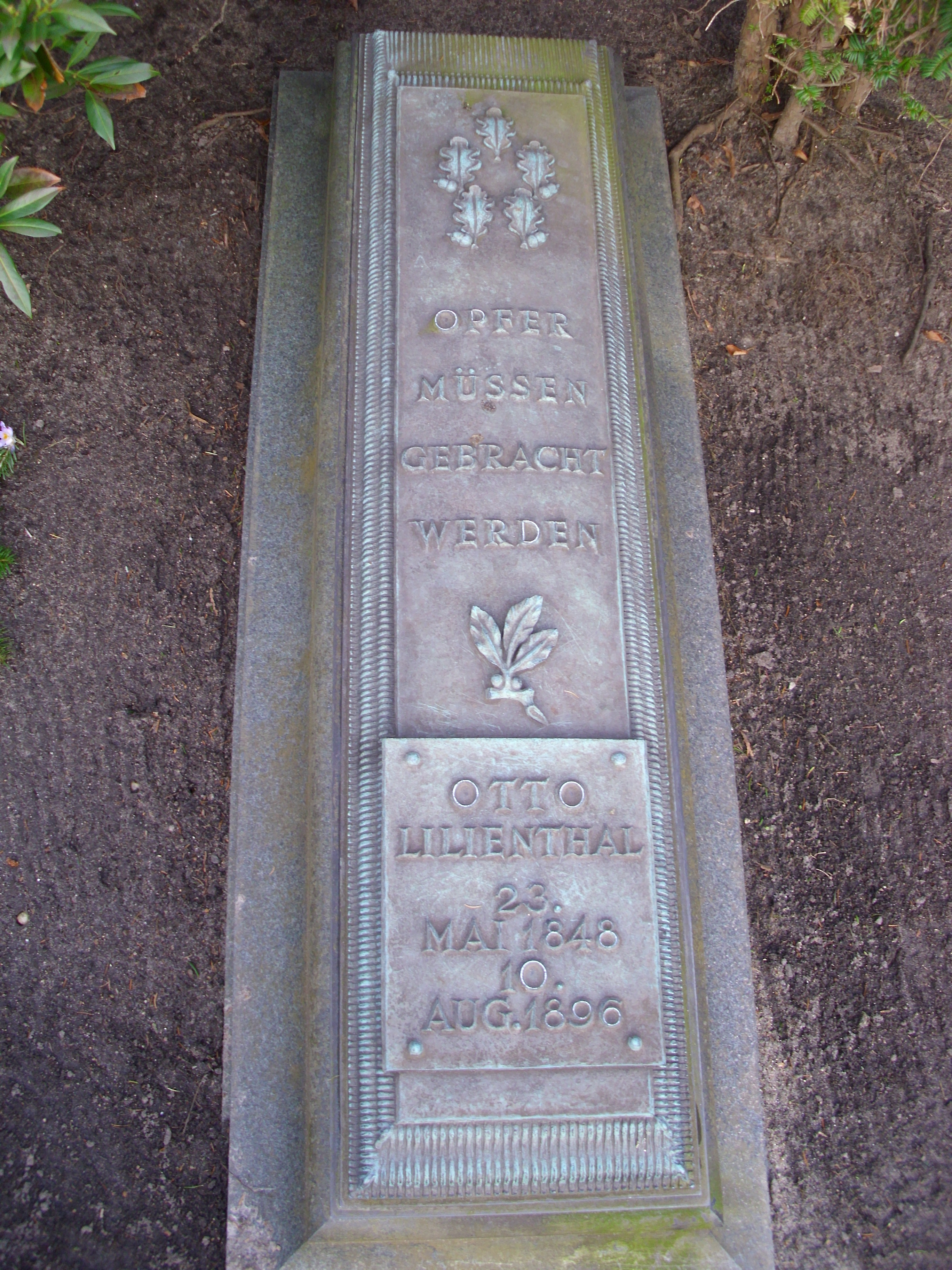
Ehrengrab von Otto Lilienthal

Der landeseigene Friedhof Lankwitz (in älteren Quellen auch Alter Friedhof Lichterfelde-Ost) liegt im Berliner Ortsteil Lankwitz des Bezirks Steglitz-Zehlendorf. Er wurde 1879 angelegt. Die Friedhofskapelle wurde 1889 im gotischen Stil aus Backstein gebaut. Auf dem 2,14 Hektar großen Friedhof liegt der Flugpionier Otto Lilienthal begraben.

## Lage
Der Friedhof Lankwitz grenzt im Norden an die Lange Straße, wo sich der Haupteingang und die Kapelle befinden. Im Westen grenzt er an die Lorenzstraße und somit an den Ortsteil Lichterfelde. Im Süden liegt die Kiesstraße und im Osten die Grundstücke des Monikastiftes und der katholischen Pfarrgemeinde Mater Dolorosa.

## Kriegsgräberstätte

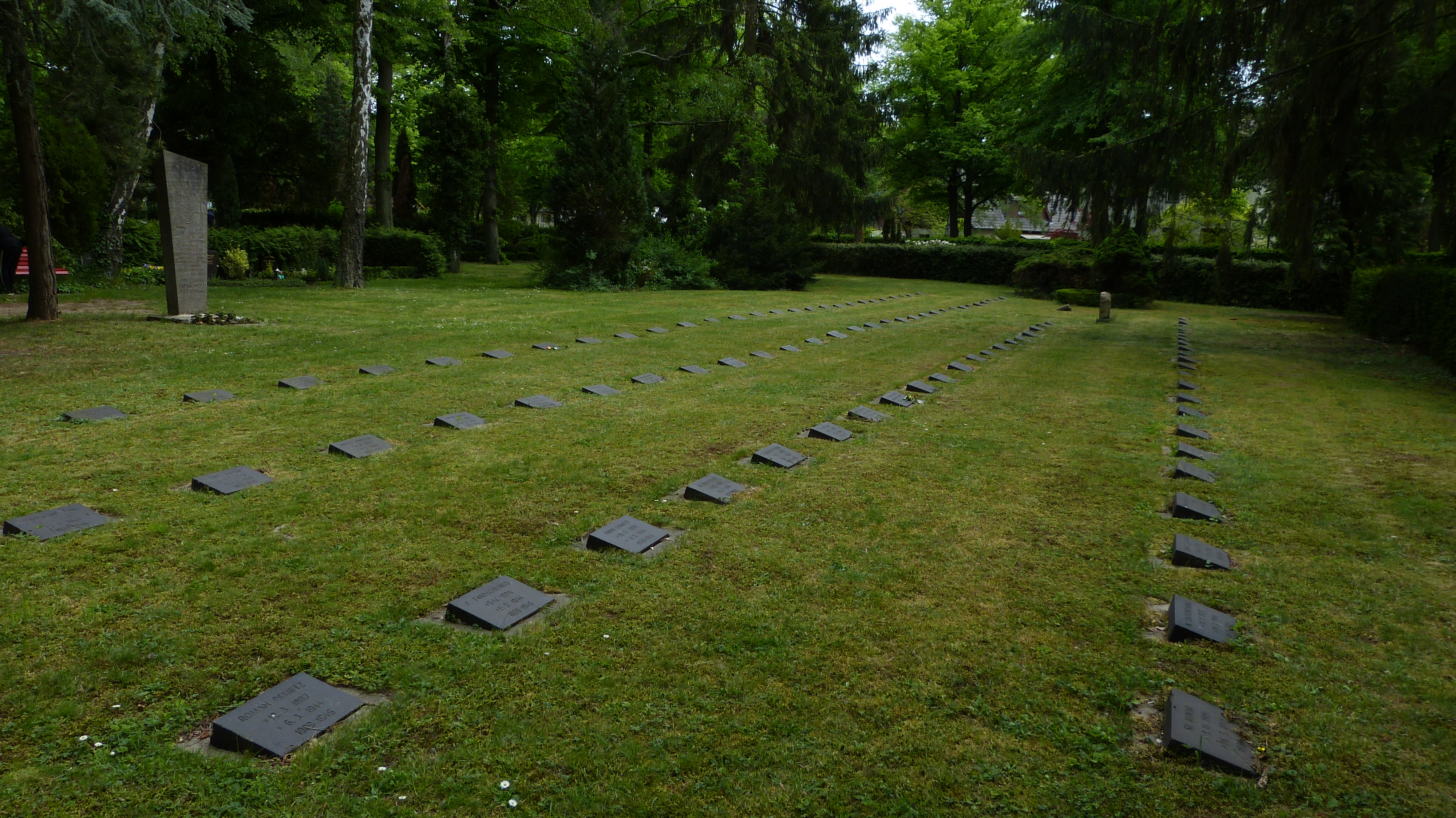
Kriegsgräberstätte Friedhof Lankwitz

Auf diesem Friedhof befinden sich zwei Kriegsgräberanlagen. Einerseits gibt es ein geschlossenes Feld mit 115 Einzelgräbern, an dessen Ostseite ein Gedenkstein für 81 ausländische Zwangsarbeiter, die noch in den letzten Kriegstagen umkamen und in einem Massengrab beigesetzt wurden, steht. Andererseits gibt es ein Sammelgrab mit 112 Opfern der letzten Kriegstage.
Ferner sind auf dem Friedhof viele ausländische  Der Gedenkstein am Ort des Sammelgrabs ist für Besucher nicht leicht zu finden. Er steht am Rand der großen Ehrengrabanlage für Gefallene und Kriegsopfer im südwestlichen Bereich.

## Gräber bekannter Persönlichkeiten

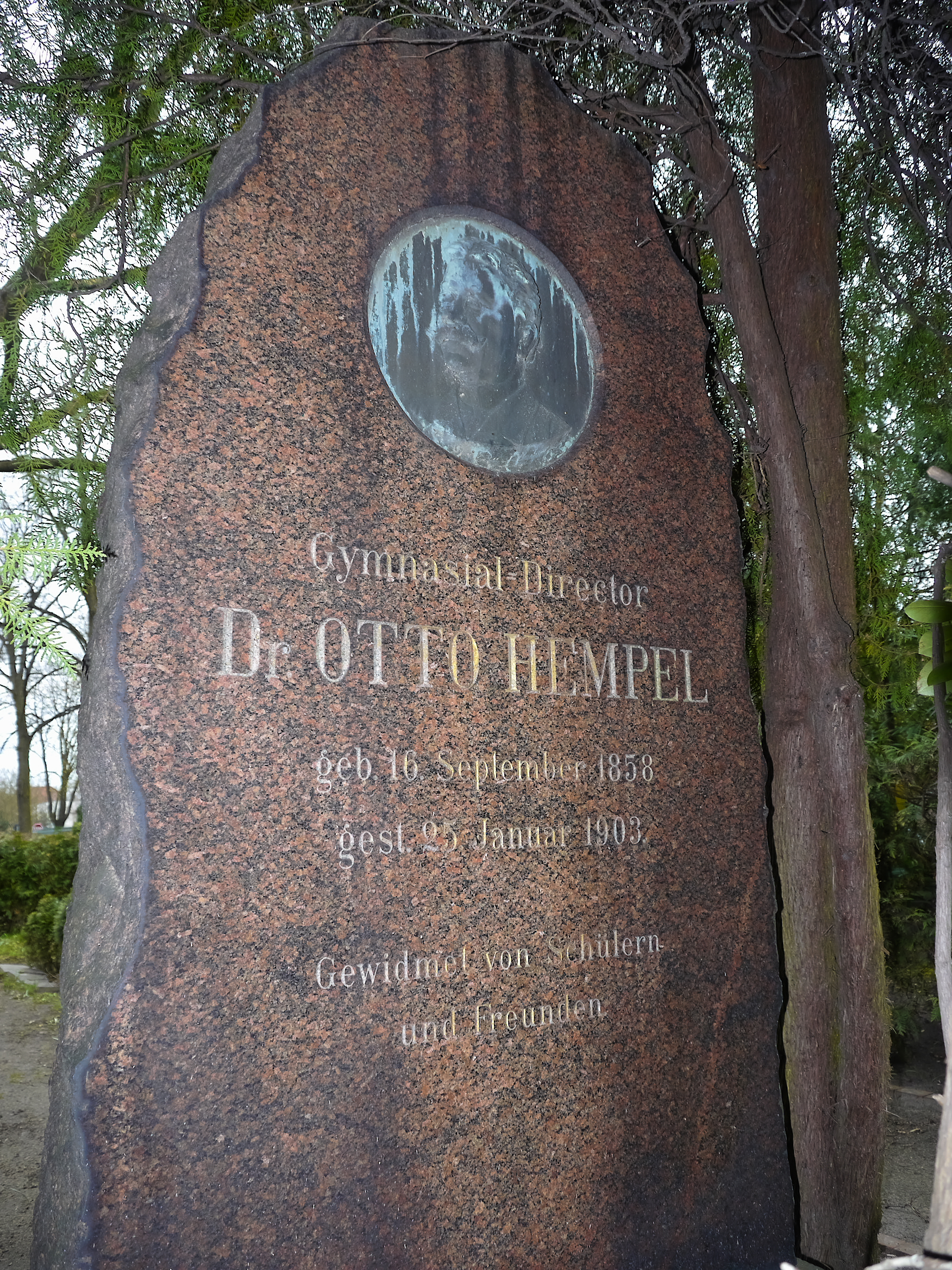
Grabstein von Otto Hempel (1858–1903) am Eingang des Friedhofs

- Winfried Baer (1933–2011), Kunsthistoriker
- Reinhold Bernt (1902–1981), Schauspieler
- Dieter Biewald (1932–2023), Politiker
- Lieselotte Block (1918–2012), Anthropologin
- Michael Borgis (1945–2004), Berliner Politiker
- Karl-Otto Habermehl (1927–2005), Arzt und Virologe
- Gustav Hammer (1875–1961), Maschinenbau-Ingenieur
- Otto Hempel (1858–1903), erster Direktor des Gymnasiums zu Groß-Lichterfelde[3]
- Arthur Hobrecht (1824–1912), Ehrenbürger, Politiker, Oberbürgermeister, preußischer Staatsminister – Ehrengrab des Landes Berlin[4]
- Otto Lilienthal (1848–1896), Flugpionier – Ehrengrab des Landes Berlin[4]
- Hermann Müller-Sagan (1857–1912), Verleger und Politiker
- Peter von der Osten-Sacken (1940–2022), Theologe
- Otto Pfleiderer (1839–1908), protestantischer Theologe
- Walter Porstmann (1886–1959), Ingenieur, Mathematiker und Erfinder des DIN-Papier-Formats
- Berthold Rubin (1911–1990), Byzantinist
- Narziss Sokatscheff (1921–2006), Schauspieler
- Fred Thieler (1916–1999), Maler